# Вивільгові
Ви́вільгові (Oriolidae) — родина яскраво забарвлених птахів ряду горобцеподібних (за деякими даними — підгрупа воронових, Corvidae). Всі види родини населяють Старий Світ. Зовнішньо подібна родина Icteriidae, класифікується окремо. Майже всі види населяють тропічні регіони, і лише один вид (звичайна вивільга) гніздиться в помірних широтах, у тому числі в Україні.

## Класифікація
Традиційно до вивільгових відносили два роди — Oriolus та Sphecotheres. У 2011 році сюди віднесли вимерлих Turnagra, яких раніше були розміщені в монотиповій родині Turnagridae. У 2013 році з родини Pachycephalidae сюди перенесли рід Pitohui.

### Роди
- Телюга[5] (Sphecotheres) — 3 види.
- Вивільга (Oriolus) — 29 видів.
- Пітогу (Pitohui) — 4 види.
- †Піопіо (Turnagra) — 2 вимерлі види з Нової Зеландії.
- †Longmornis — 1 викопний вид з міоцену.